# Bački Sokolac
Bački Sokolac (in serbo Бачки Соколац?) è un villaggio della Serbia situato nella municipalità di Bačka Topola, nel distretto della Bačka Settentrionale, nella provincia autonoma di Voivodina. La popolazione totale è di 609 abitanti (censimento del 2002), e la maggioranza di essa è di etnia serba.